# Panchià
Panchià (Pancià in dialetto trentino) è un comune italiano di 819 abitanti della provincia di Trento, situato nella Valle di Fiemme.

## Storia

### Simboli
Stemma
Lo stemma era stato approvato con D.G.P. del 5 ottobre 1984, n. 9957.
Gonfalone
Il gonfalone era stato approvato con D.G.P. del 7 giugno 1985, n. 5240.
Le sette bande verticali sul retro richiamano i colori della bandiera dell'antica Regola di Tesero, alla quale apparteneva (insieme con quella di Ziano) anche la "Villa di Panchià".

## Monumenti e luoghi d'interesse

### Architetture religiose

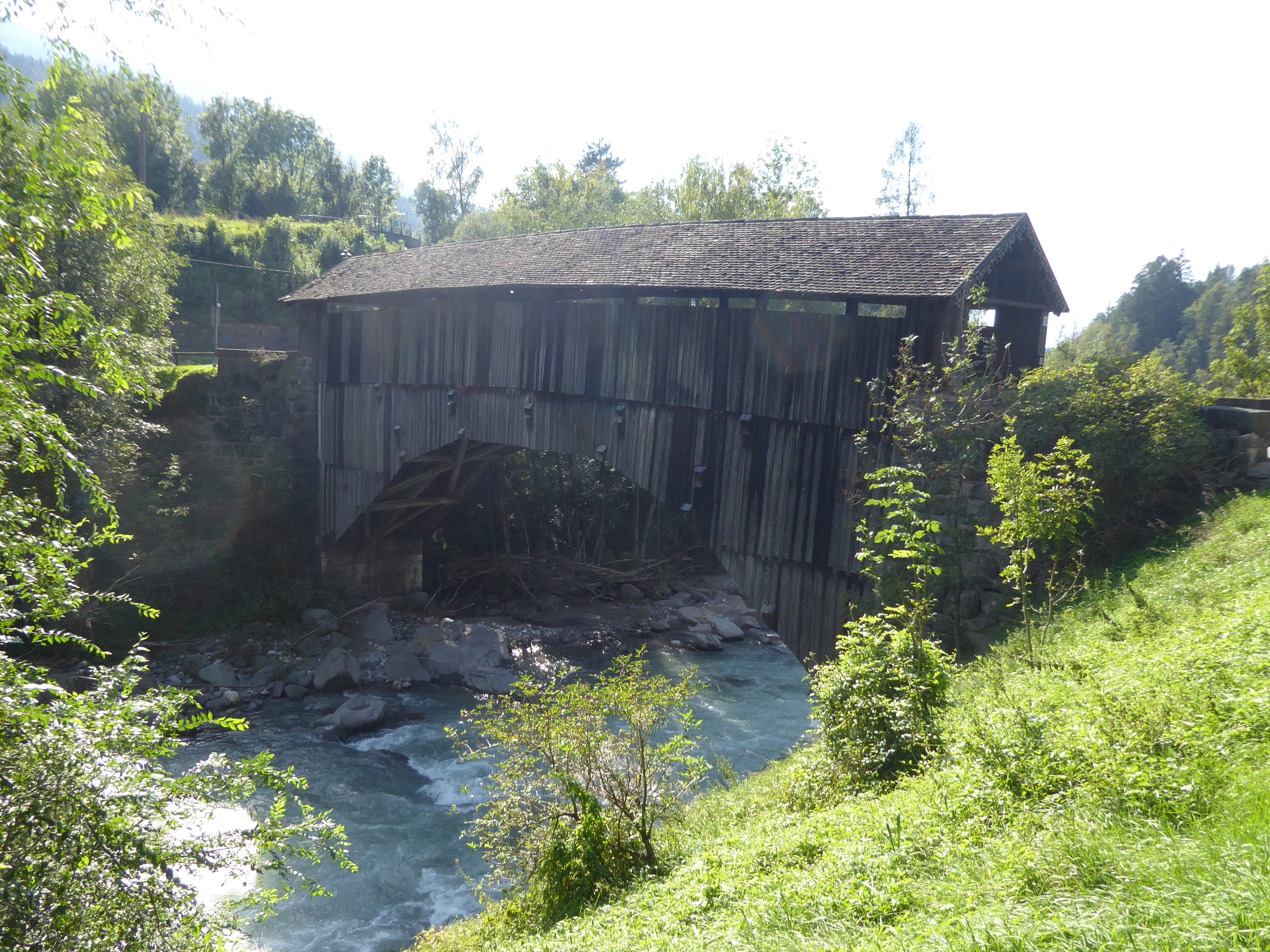
Ponte vecchio sull'Avisio a Panchià

- Chiesa di San Valentino

### Architetture civili
- Ponte Vecio, è un caratteristico ponte coperto da un tetto in legno a due falde. sul fiume Avisio.

## Economia

### Servizi
Nel paese sono presenti un piccolo alimentari, un laboratorio di pasticceria con vendita, un bar, 5 alberghi, un asilo nido, un ufficio del Servizio sanitario con ambulatorio medico, la chiesa di San Valentino, una caserma dei Vigili del Fuoco e un ufficio postale. Dispone inoltre di un ampio parco giochi e di un piccolo teatro, dove vengono inscenate rappresentazioni teatrali di vari gruppi della filodrammatica locale e di una biblioteca con circa 10.000 volumi tenuta dal Circolo Culturale e Ricreativo di Panchià.

## Società

### Evoluzione demografica
Abitanti censiti

### Istituti, enti e associazioni
Sono presenti:
- Circolo culturale ricreativo[9], gestisce una biblioteca con collegamento ad internet e promuove varie iniziative
- Associazione Nazionale Alpini, Sezione di Panchià
- Amici degli anziani e ammalati, cura varie iniziative a favore di anziani e ammalati
- Coro popolare Rio Bianco

## Infrastrutture e trasporti

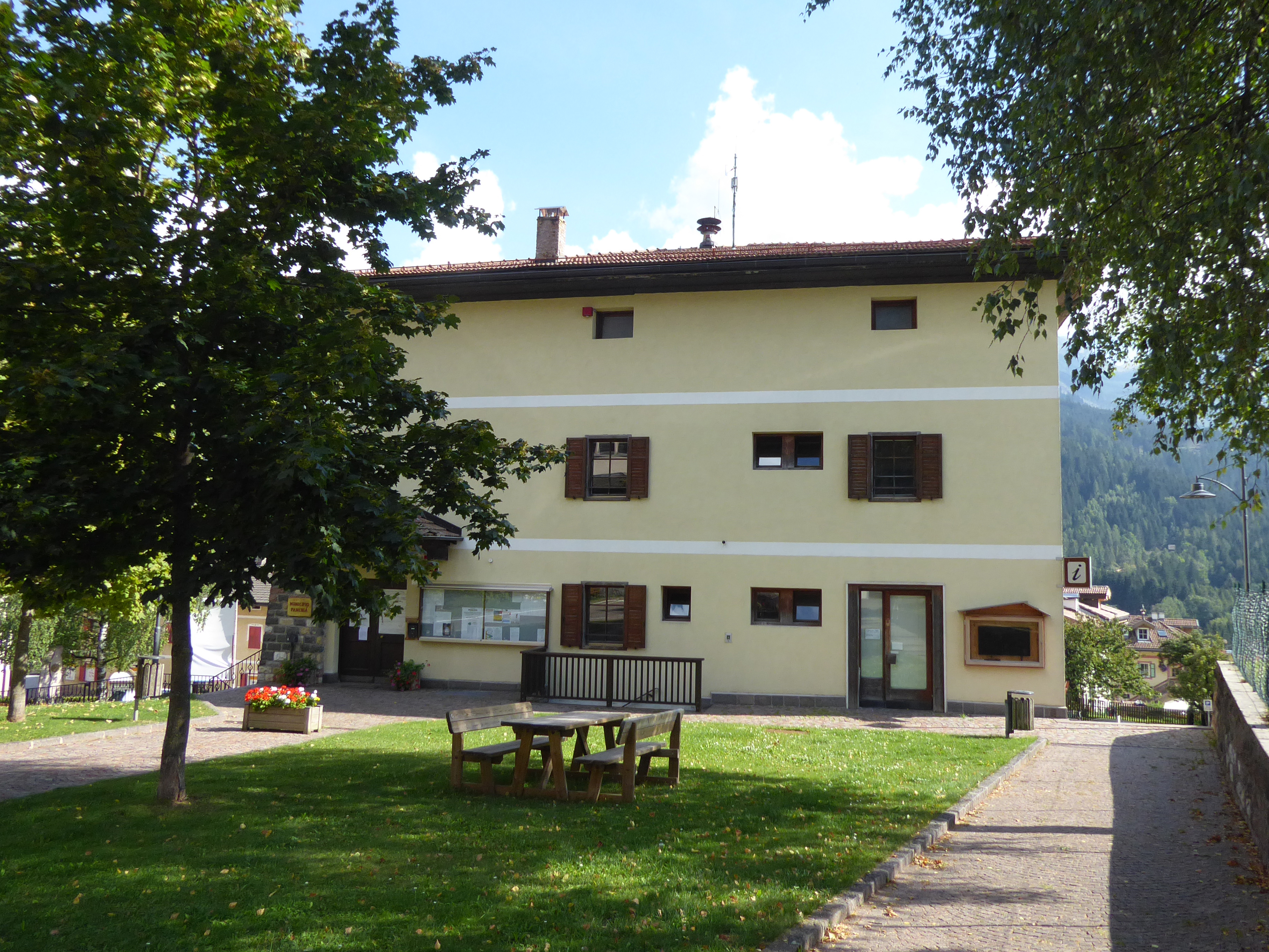
Municipio

### Ferrovie
Dal 1917 al 1963 era in funzione la ferrovia della Val di Fiemme che collegava Ora con Predazzo passando appunto per la Val di Fiemme e a Panchià aveva la sua stazione ferroviaria, oggi completamente abbandonata e distrutta.

## Sport
L'unione sportiva Litegosa Panchià dà la possibilità di praticare sport (Mountain Bike, Sci e Corsa) ai ragazzi del piccolo paese.